# Phenacoccus isadenatus
Phenacoccus isadenatus är en insektsart som beskrevs av Danzig 1971. Phenacoccus isadenatus ingår i släktet Phenacoccus och familjen ullsköldlöss. Inga underarter finns listade i Catalogue of Life.